# Wat Bang Phra
Le Wat Bang Phra (thaï : วัดบางพระ) est un monastère bouddhiste (wat) situé dans le district de Nakhon Chai Si, dans la province de Nakhon Pathom, à 60 km de Bangkok en Thaïlande, et qui est connu pour ses tatouages sacrés, les sak yant, ou sak yan.

## Histoire
Le Wat Bang Phra date de la fin du XVIIIe siècle, juste avant la deuxième chute du royaume d'Ayutthaya. Une petite et élégante chapelle d'ordination représente aujourd'hui les seuls vestiges significatifs du monastère d'origine. À l'intérieur se trouvent deux images de Bouddha, Luang Pho Sit Chaiyamongkon et Luang Pho Kai Sitmongkhon, qui, selon la légende, étaient déplacées pour les sauver du pillage des troupes birmanes lorsque le bateau qui les transportait a chaviré. Lorsque les images ont été retirées de la rivière, elles ont été conservées dans le monastère connu sous le nom de Wat Bang Phra. Les peintures murales à l'intérieur de la salle d'ordination d'origine témoignent d'un savoir-faire datant des règnes des rois Rama III et Rama IV. L'ancien abbé Phra Udom Prachanart, plus connu sous le nom de Luang Phor Pern, était un moine méditant réputé pour ses incantations puissantes, sa connaissance du corpus des canons bouddhistes (Tripitaka) et surtout sa maîtrise des sak yant (tatouages sacrés thaïlandais) protecteurs, yant étant le mot sanskrit désignant la géométrie sacrée.
Luang Phor Pern fut ordonné moine au Wat Bang Phra à l'âge de 25 ans et étudia avec l'abbé Luang Pu Him Inthasoto, un maître sak yant accompli. Bien que Luang Phor Pern n'ait jamais été tatoué lui-même, il fut initié à l'art sacré aux pieds de Luang Pu Him et a perpétué la tradition après la mort de ce dernier, quatre ans plus tard. En 1953, sentant qu'il avait besoin de plus de retrait, de renoncement et de méditation solitaire, il erra dans les forêts d'une région éloignée de la province de Kanchanaburi, à la frontière entre la Birmanie et la Thaïlande. Les villageois de la région étaient harcelés par des tigres sauvages qui avaient déchiqueté ou tué plusieurs habitants. Après avoir appris la situation difficile des villageois, Luang Phor Pern proposa des kathas (incantations) et des sak yant pour les protéger. Il leur apprit que les yantras du tigre, en particulier, pouvaient repousser les attaques. À partir de ce moment, aucune personne ayant bénéficié de la protection du moine n'aurait été attaquée par un tigre ou un autre animal sauvage, ce qui valut à Luang Phor Pern une puissante réputation de maître des incantations et des tatouages.
De retour au Wat Bang Phra de nombreuses années plus tard, il devint abbé et utilisa les dons du temple pour construire un pont sur la rivière adjacente afin que les agriculteurs pussent plus facilement amener leurs récoltes au marché de Nakhon Chaisi ou au-delà, et a construit l'hôpital public local qui porte aujourd'hui son nom. Sa réputation de sagesse et de bonté grandissant, des milliers de Thaïlandais se sont rendus au Wat Bang Phra pour recevoir les bénédictions du grand moine et devenir ses disciples à vie. Beaucoup ont reçu des sak yants de l'abbé et des moines qu'il a assidûment formés. À sa mort en 2002, à l'âge de 79 ans, Luang Phor Pern était devenu l'un des moines les plus connus et les plus appréciés de Thaïlande. En raison de l'association de Luang Phor Pern avec la légende du tigre de la frontière, les images dévotionnelles du défunt moine le représentent souvent aujourd'hui en train de méditer sur le dos d'un tigre. 

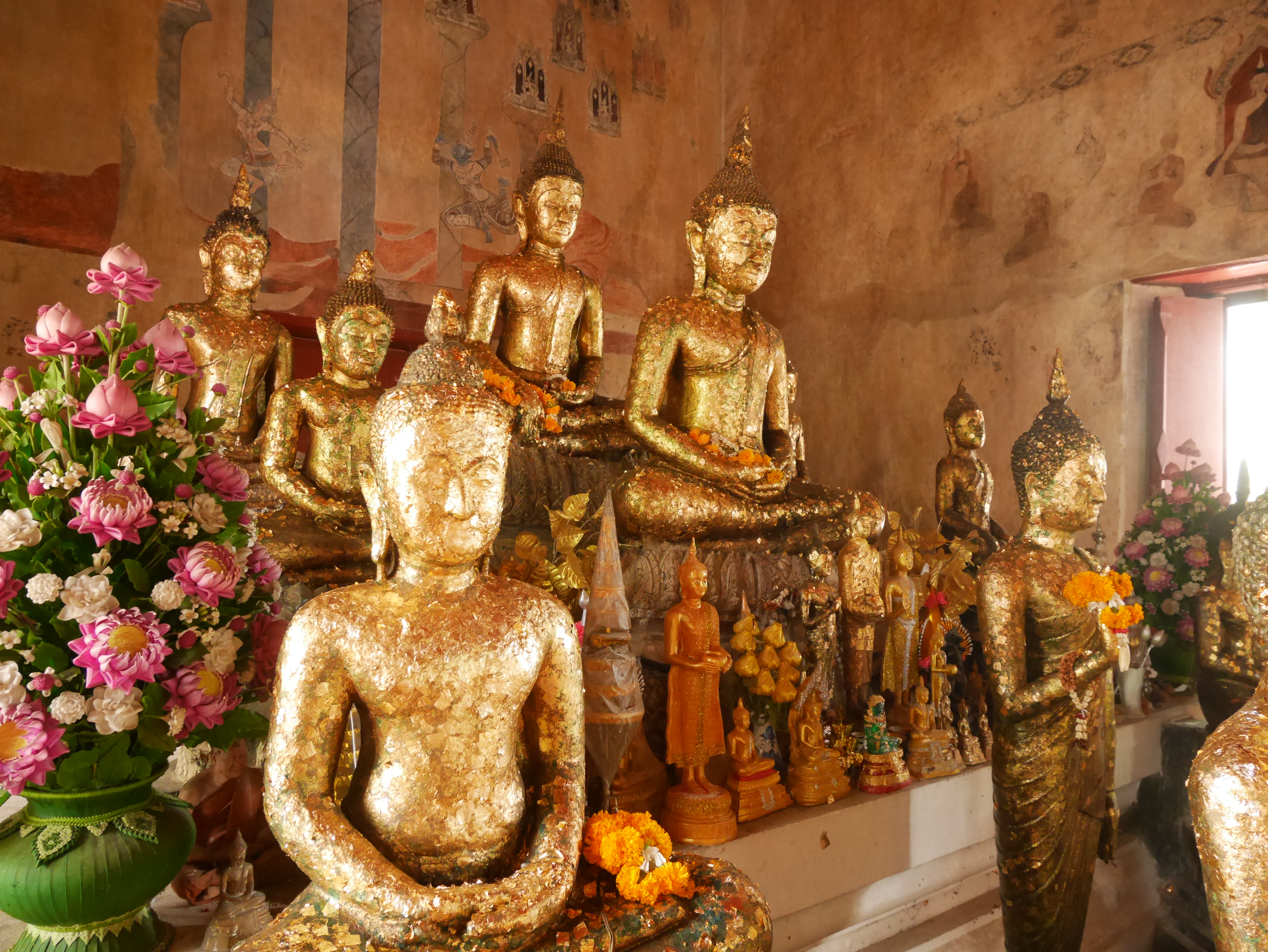
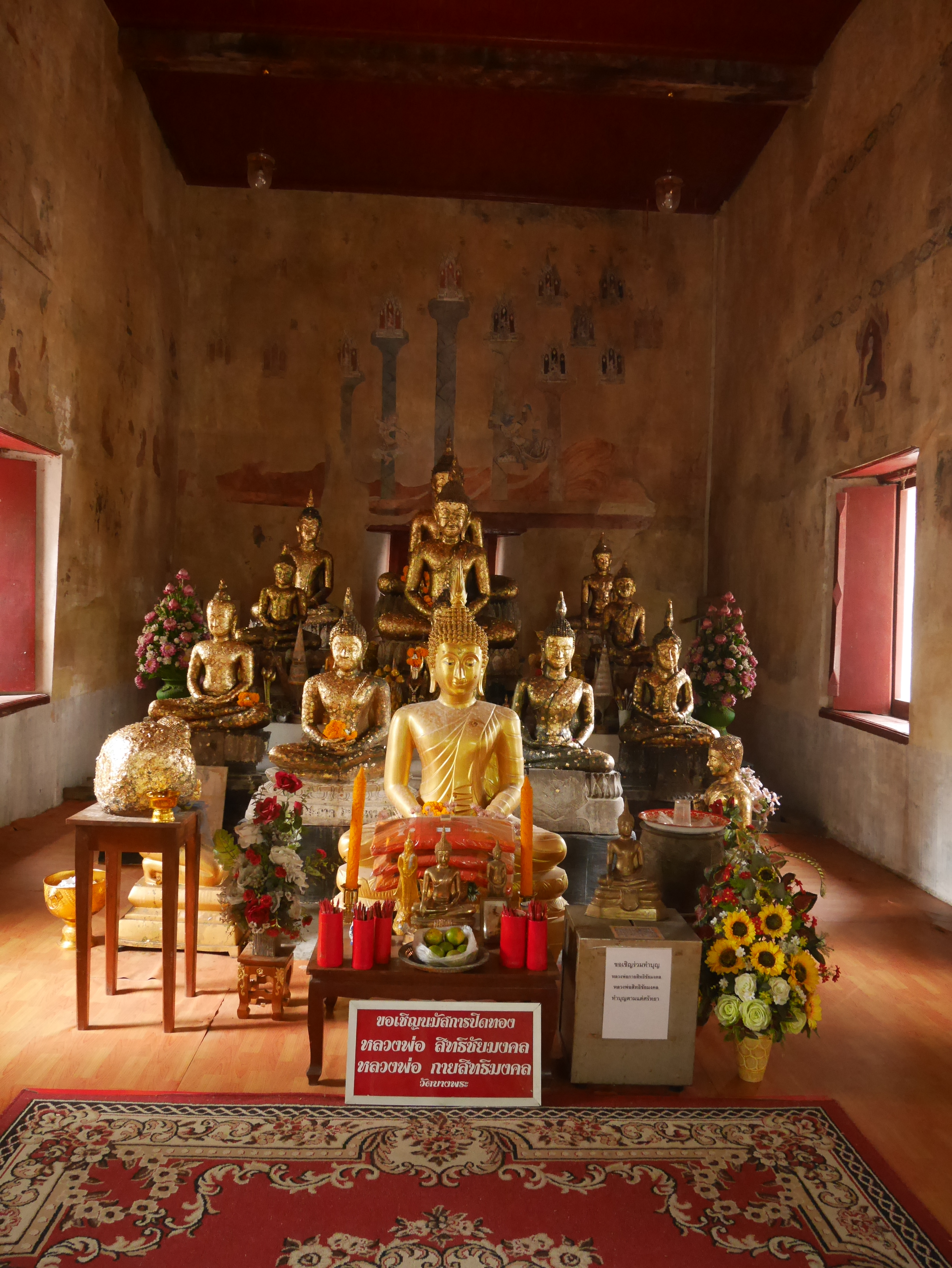
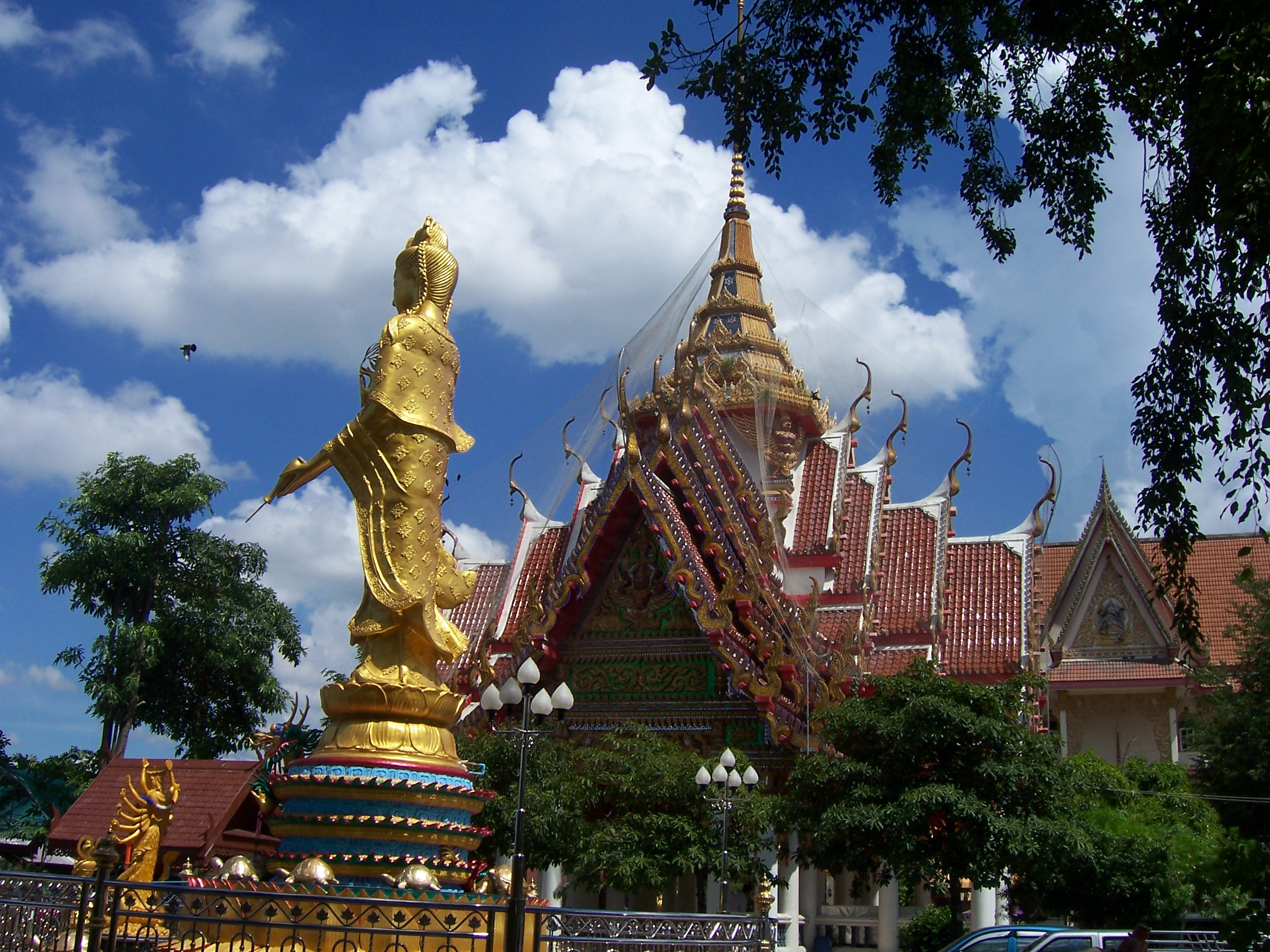

## Les tatouages
Le temple est également connu pour les tatouages quotidiens ou sak yants donnés par les moines qui y vivent, et surtout pour le festival Wai Khru qui se tient dans l'enceinte du temple une fois par an au mois de mars, lorsque les disciples se réunissent pour rendre hommage à l'esprit de Luang Pho Poen. Le pouvoir de tout tatouage diminue avec le temps, aussi, pour leur redonner du pouvoir, les maîtres du sak yant célèbrent avec leurs disciples le Wai Khru (« wai khru » signifiant rendre hommage à son maître). Ce jour-là, les adeptes se réunissent pour honorer leurs maîtres et faire bénir leurs tatouages et leur redonner du pouvoir.
La procédure pour se faire tatouer par les moines du Wat Bang Phra en dehors des événements entourant le festival de tatouage est la suivante : une personne souhaitant se faire tatouer doit arriver au temple vers 8h00. Avant d'y entrer, elle achète des fleurs et de l'encens (70 bahts en février 2011) en guise d'offrande à Bouddha et pour soutenir le wat. Après avoir enlevé ses chaussures et être entré dans le wat, une personne s'assied. Les offrandes sont placées au centre de la pièce. Les tatouages sont réalisés par groupes d'environ 20 personnes. Lorsque le groupe précédent est terminé, le moine bénit le lot suivant d'offrandes, dont le nombre varie entre 18 et 30. 
En entrant dans le wat, l'une des premières choses qu'une personne voit sur le mur est une très grande bannière de tatouages disponibles. À moins qu'un choix spécifique ne soit demandé, le moine commence par un simple tatouage en haut du dos, un khao yod (yant à 9 flèches), un tatouage sacré qui protège et porte chance, ou hah taew yant, dont les 5 lignes ont chacune un sens propre.
Avant d'arriver au moine, les personnes qui se trouvent dans la file d'attente aident le moine à maintenir immobile la personne qui reçoit le tatouage. Le moine utilise une seule aiguille longue et fine d'environ 45 cm de long et d'environ quatre millimètres de large. La pointe de l'aiguille est divisée en deux (comme une canne fendue), de sorte que chaque coup d'aiguille produit deux points d'encre dans la peau. Il y a environ 8 de ces aiguilles dans un pot d'une sorte de solution de nettoyage. Parfois, le moine aiguisera l'aiguille avec du papier de verre de qualité supérieure avant de commencer. Le moine choisit ensuite parmi plusieurs gabarits en caoutchouc différents le motif de son choix. Il applique le gabarit à l'encre, puis le presse sur le dos du destinataire pour transférer le motif. Lorsqu'il est prêt à commencer, il trempe la pointe de l'aiguille dans un mélange d'huile, probablement de l'huile de palme, de l'encre de Chine. Il commence alors à tracer le motif. Un tatouage typique nécessite environ 3 000 coups pour être achevé. Le moine trempe l'aiguille dans l'encre toutes les 30 secondes environ. Une fois le tatouage terminé, il le bénit et souffle un khatha (en) (gāthā) sacré dessus pour lui insuffler de la puissance. Pour les hommes, le moine utilise une encre charbonneuse. Pour les femmes, il utilise une encre transparente et utilise un gant afin de ne pas toucher le corps féminin. 

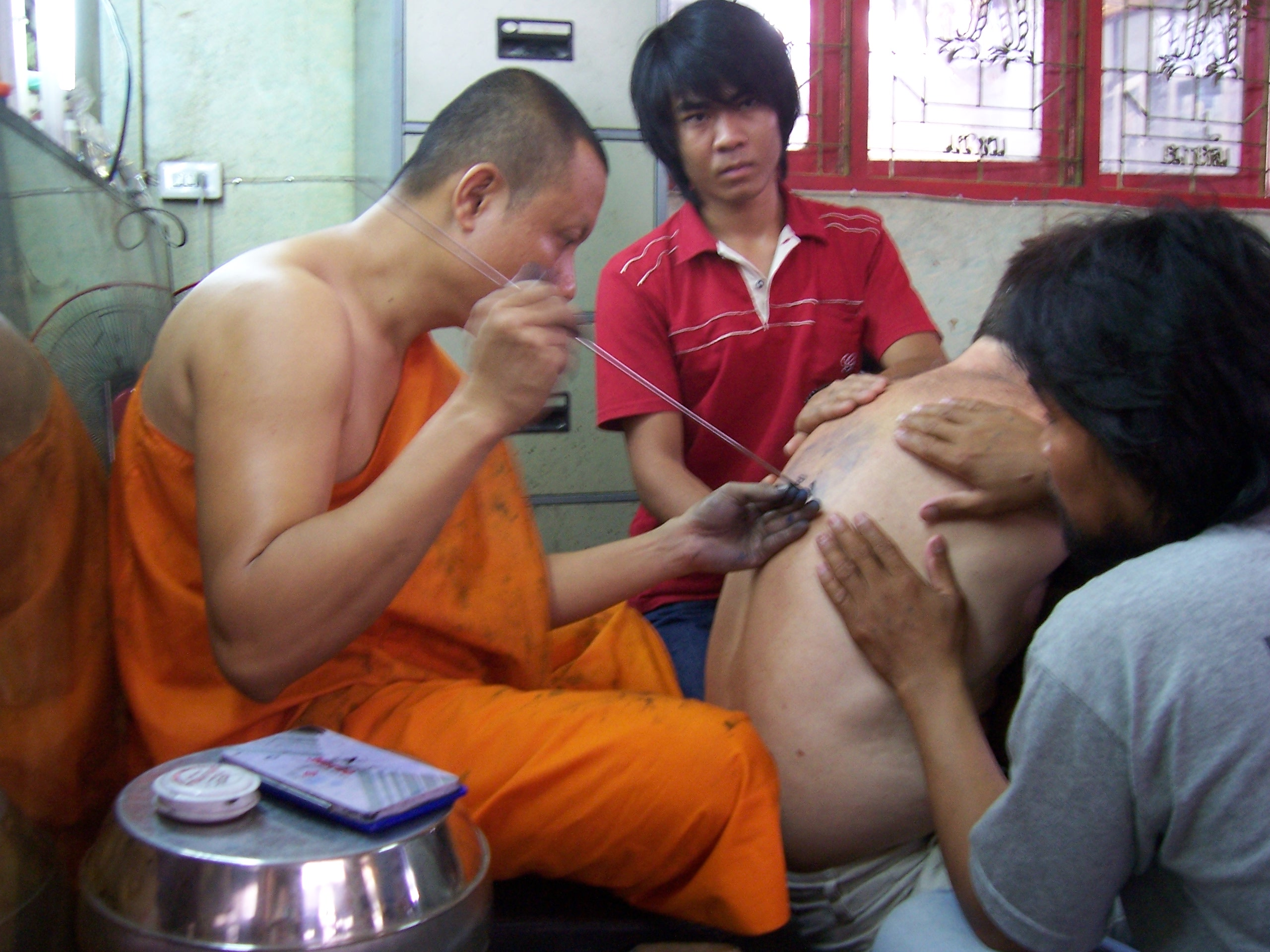
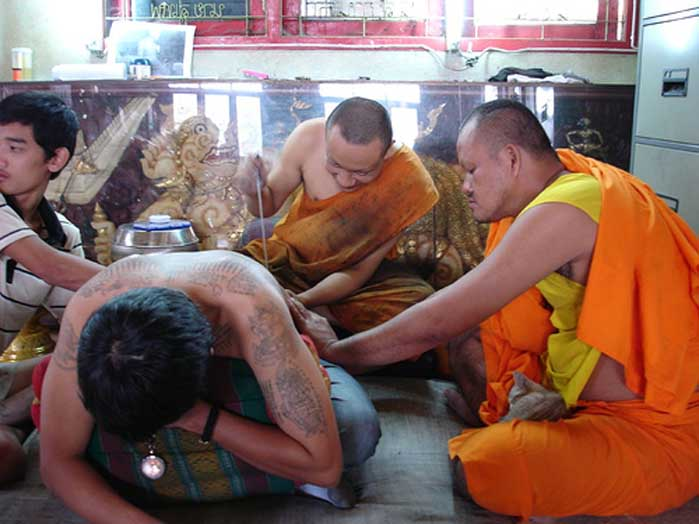
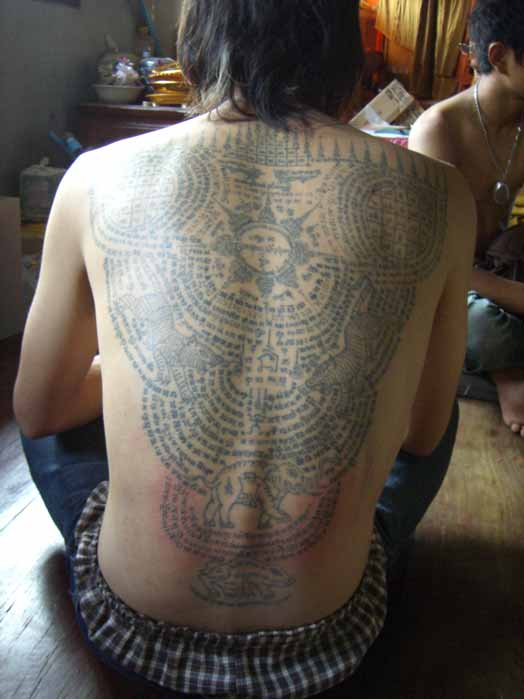
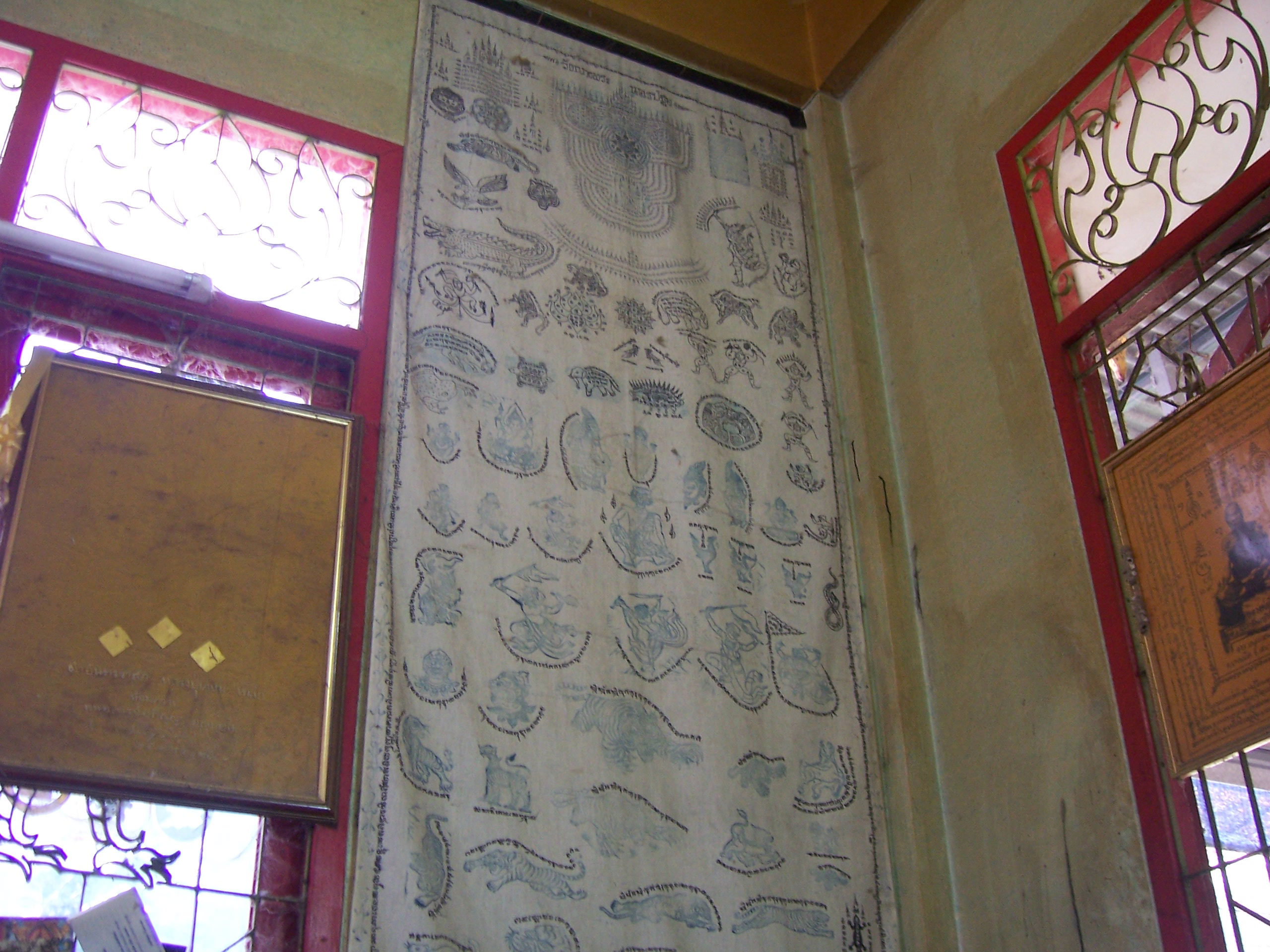

## Sources
- Cummings, Joe, Sacred Tattoos of Thailand: Exploring the Magic, Masters and Mystery of Sak Yan, Marshall Cavendish, 2015.
- Drouyer, Isabel Azevedo, Rene Drouyer, Thai Magic Tattoos, The Art and Influence of Sak Yant, Riverbooks, 2013